# Jens Kaufmann
Jens Kaufmann (* 12. Oktober 1984 in Freudenstadt) ist ein ehemaliger deutscher Nordischer Kombinierer.

## Werdegang
Kaufmann, der für den SV Baiersbronn startete, gab sein internationales Debüt am 14. Dezember 2002 beim FIS-Rennen in Klingenthal. Ab Januar 2003 startete er im B-Weltcup der Nordischen Kombination. Nach aufsteigenden Leistungen gab er am 30. Dezember 2005 sein Debüt im Weltcup der Nordischen Kombination. Seine erfolgreichste Saison absolvierte er mit der Saison 2006/07, wo er den 33. Platz in der Weltcup-Gesamtwertung erreichte. In der Sprintweltcup-Gesamtwertung kam Kaufmann auf den 35. Platz. Bei der Winter-Universiade 2007 in Pragelato gewann er im Sprint hinter Yūsuke Minato die Silbermedaille. Anschließend gelangen ihm im Weltcup keinerlei Erfolge mehr, weshalb er ab Januar 2008 wieder im B-Weltcup startete. Seinen letzten internationalen Wettbewerb absolvierte er mit der Winter-Universiade 2009 in Yabuli, wo er mit dem Team noch einmal die Silbermedaille gewann. Einige Wochen später erklärte Kaufmann sein Karriereende im aktiven Sport.

## Erfolge
Weltcup-Platzierungen
| Saison  | Platz | Punkte |
| ------- | ----- | ------ |
| 2006/07 | 33.   | 088    |
| 2007/08 | 58.   | 028    |

B-Weltcup-Platzierungen
| Saison  | Platz | Punkte |
| ------- | ----- | ------ |
| 2003/04 | 56.   | 051    |
| 2005/06 | 13.   | 309    |
| 2006/07 | 11.   | 293    |
| 2007/08 | 12.   | 276    |

Platzierungen bei Deutschen Meisterschaften 
| 2002 Winterberg     | 17. | 24. |
| 2003 Oberwiesenthal | 09. | 12. |
| 2004 Oberstdorf     | 16. | 07. |
| 2005 Hinterzarten   | 06. | 10. |
| 2006 Oberhof        | 09. | 17. |
| 2007 Winterberg     | 02. | 12. |